# Lucie Kunschopper
Lucie Kunschopper, geb. Hagemann (* nach 1600; † 1668 in Rinteln), war die verwitwete Frau von Hinrich Kunschopper und hatte zwei Kinder. Sie war ein Opfer der Hexenverfolgungen in Rinteln.

## Hexenverfolgungen in Rinteln

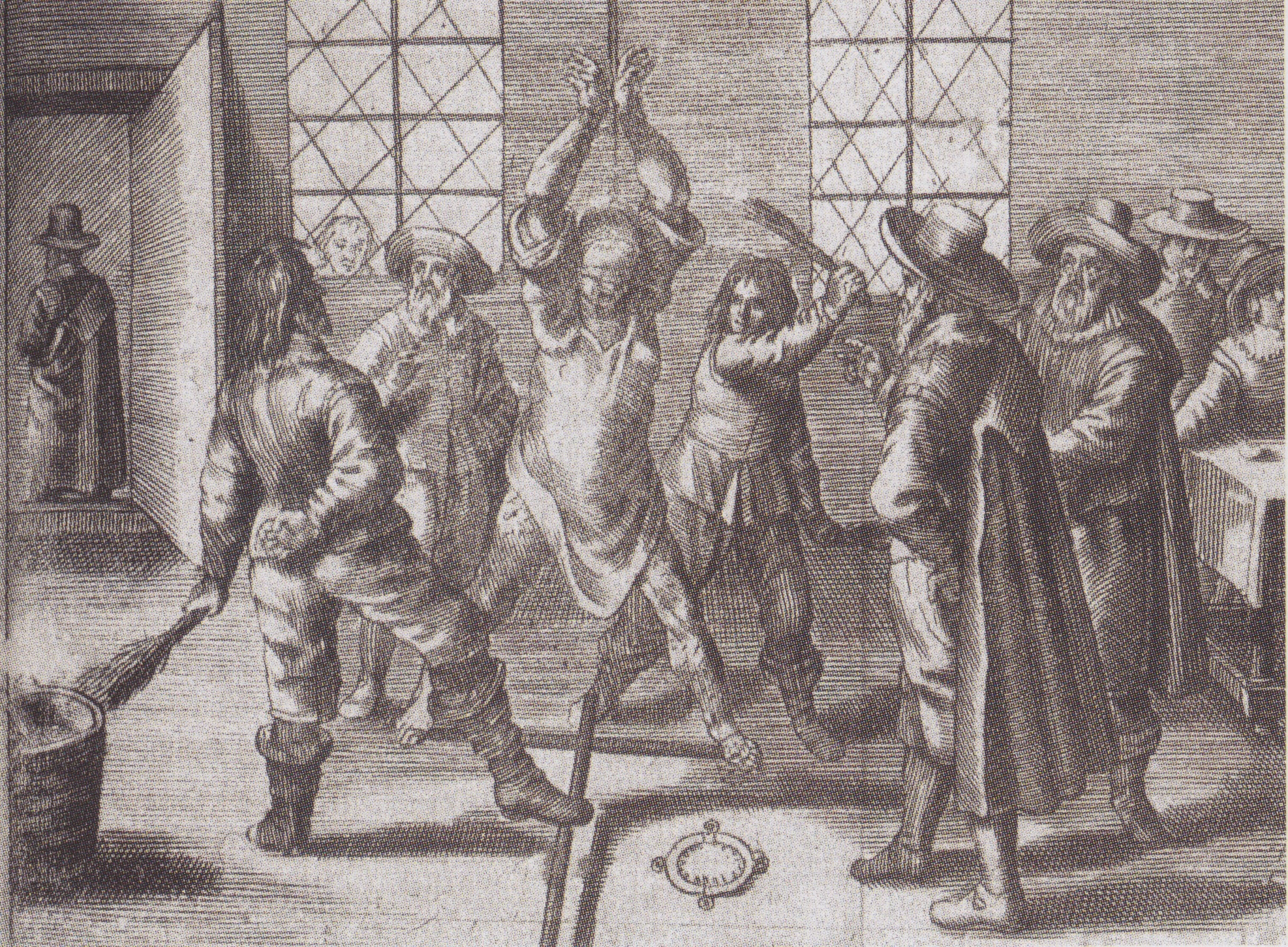
Verhör in einem Hexenprozess

Rinteln war Schauplatz intensiver Hexenverfolgungen. Die Hexenprozesse wurden maßgeblich vorangetrieben durch die Professoren der Juristenfakultät an der Universität Rinteln. Die Juristen der Akademia Ernestina verstärkten durch ihre Beratung von Stadt- und Amtsgerichten im ganzen Nordwesten die Hexenprozesse. Zwischen 1621 und 1675 sind rund 400 Gutachten überliefert, die durchweg die rücksichtslose Verfolgung von vermeintlichen Hexen und Hexenmeistern anordneten.
Das juristische Delikt der Hexerei war in der reichsweit gültigen Constitutio Criminalis Carolina verankert. Es fand sich auch in der Polizey-Ordnung, die Graf Ernst zu Holstein-Schaumburg, der Stifter der Rintelner Universität, 1610 erlassen hatte. Hexerei galt als todeswürdiges Verbrechen, das mit dem Verbrennen auf dem Scheiterhaufen geahndet wurde. Der Stadtrat in Rinteln hatte die Hohe Gerichtsbarkeit inne mit dem Recht, Menschen wegen Hexerei zu verurteilen und zu verbrennen.
Im Gebiet der heutigen Stadt Rinteln wurden in der Zeit von 1560 bis 1669 mindestens 88 Menschen in Hexenprozessen angeklagt, von denen viele mit der Hinrichtung endeten. Höhepunkte waren die Jahre 1634 bis 1655. In den Jahren 1634–1635 wurden 13 Menschen hingerichtet. Eine weitere Welle von Hexenprozessen begann, nachdem Rinteln 1651 wegen seiner entfernten Lage zur Residenzstadt Kassel eine eigene Regierung mit Obergericht erhielt. 1654 wurden mindestens elf Personen der Hexerei angeklagt und 1655 weitere drei Menschen. Unter den letzten Opfern der Hexenprozesse in Rinteln befanden sich zwei Kinder. Wegen angeblicher Hexerei verurteilte der Stadtrat im Jahr 1660 das sechsjährige Kind Elisabeth Bödecken aus dem Ortsteil Exten und das elfjährige Mädchen Anneke Rohmeyer aus Steinbergen mit Landesverweis.
Die Stadt Rinteln, deren Universität maßgeblich zur Verbreitung der Hexenprozesse beitrug, hält damit in Niedersachsen einen traurigen Rekord.

## Hexenprozess gegen Lucie Kunschopper
Am 4. September 1668 erfolgte die Anklageerhebung durch den Peinlichen Amtsankläger in  Rinteln.
In der Anklageschrift hieß es: Es sei in gewissen Erfahrung gekommen, dass sich Hinrichs Kunschoppers Eheweib vor etlichen Wochen wider die Natur selbst Leid angetan und die Zunge abgeschnitten habe. Dies sei ein ohnfehlbares Zeichen ihrer Zauberkunst.
Aussagen von Zeugen lauteten: 
- Hauptzeugen in der ersten Vernehmung waren Marten und Margarete Teigeler, die aussagten: die Kunschoppersche habe ihr Kind mit einem Apfel vergiftet. Nach dem Tode sei das Kind kohlschwarz angelaufen.
- Margarete Teigeler gab zu Protokoll, die Kunschoppersche habe ihr totes Kind noch einmal zusammen mit Adelheit Dröge besucht und gesagt, Gott habe ihr ein Zeichen gegeben, dass sie schuld sei am Tode des Kindes.
- Gemäß der Aussage der Geisterbergschen, einer Nachbarin, habe die Kunschoppersche zwei ihrer Kühe vergiftet und ihre Schweine mit Wasser übergossen. Darin sei Gift gewesen und die Schweine seien daran verstorben.
- Johan Geisterberg bestätigte die Aussagen seiner Frau und fügte hinzu, der Vorfall mit den Schweinen läge schon 14 bis 15 Jahre zurück. Er hätte von Hans Asches Frau gehört, Lucie Kunschopper habe sich die Zunge abgeschnitten, weil ihr der Teufel so bange macht.
- Dies wurde von dem Nachbarn Johan Nüllmeyer bestätigt. Er beschuldigte die Kunschoppersche von ihr einmal Butter vorgesetzt bekommen zu haben, die schlecht geschmeckt habe.
- Bei den ersten zwei Vernehmungen hatte Hans Asche nichts Schlechtes über die Kunschoppersche zu berichten gewusst. Bei seiner dritten Vernehmung sagte er aus, die Kunschoppersche habe ihm vor 15 und 27 Jahren zwei Kühe vergiftet.
- Ilsabe Winter gab an, dass sie gehört habe, die Kunschopper habe Teigelers Kind vergiftet. Sie wäre jetzt überzeugt, dass die Kunschoppersche auch schuld am Tod ihres Kindes sei. Sie habe von ihr Schuhe für das Kind gekauft, doch als das Kind die Schuhe angezogen habe, sei es krank geworden und gestorben.
- Im Verhör erzählten die beiden Kinder der Kunschopperschen, dass ihre Mutter drei Wochen vor dem Unglück ganz seltsam geworden sei.
- Der Stadtprediger in St. Nicolai, Magister Daniel Wilhelmi, besuchte die Angeklagten der Hexenprozesse im Gefängnis stets mit dem Auftrag, ein Geständnis zu erreichen. Er sagte aus, als er die Kunschoppersche auf Anordnung des Gerichtes im Gefängnis besuchte, hätte sie ein Geständnis abgelegt. Doch Lucie Kunschopper widerrief dieses Geständnis.

Die Juristen der Universität Rinteln ordneten die Tortur an. Doch nach wiederholter Folter starb Lucie Kunschopper im Gefängnis, und der Prozess konnte nicht zu Ende geführt werden.